# Aglaspidida
Aglaspidida é uma ordem extinta de artrópodes aquáticos, atualmente considerados aparentados aos Trilobitas, dentro do clado ainda pouco elucidado Artiopoda. Aglaspidida contém os subgrupos Aglaspididae e Tremaglaspididae, que se distinguem pela presença de ângulos genais agudos/espinhosos e uma espinha caudal espiniforme longa nos Aglaspididae.
Fósseis de aglaspidídeos são encontrados na América do Norte (alto vale do Mississippi, Missouri e Utah), Europa, Austrália e China . Acredita-se que alguns outros artrópodes extintos estejam intimamente relacionados aos aglaspidida, incluindo a ordem Strabopida, que inclui os gêneros Strabops, Paleomerus, Parapaleomerus e, possivelmente, Khankaspis.

## Histórico
Quando os primeiros fósseis de Aglaspidida foram encontrados no século XIX, foram inicialmente considerados como crustáceos primitivos. Mais tarde, quando o clado foi criado, foram considerados quelicerados primitivos, na publicação da obra Cambrian Merostomata. No entanto, comparações anatômicas mais para o fim do século XX demonstraram que os aglaspidídeos não se encaixavam dentro dos demais quelicerados, e finalmente, no século XXI foram alocados dentro do clado Artiopoda (juntamente com outras linhagens pouco resolvidas, como os antigos "Xenopoda", por conta de adaptações da extremidade das caudas), alocando-os mais próximos dos trilobitas, em Vicissicaudata.

## Lista de gêneros
- Aglaspela
- Aglaspis
- Aglaspoides
- Australaglaspis
- Beckwithia
- Chlupacaris
- Craspedops
- Ciclopitas
- Flobertia
- Girardevia
- Glypharthrus
- Kwanyinaspis
- Quasimodaspis
- Setaspis
- Tremaglaspis
- Tuboculops
- Uartro
- Zonoscutum
- Zonozoe